# Палош
Палош (рум. Paloș) — село у повіті Брашов в Румунії. Входить до складу комуни Каца.
Село розташоване на відстані 199 км на північ від Бухареста, 59 км на північний захід від Брашова, 144 км на південний схід від Клуж-Напоки.

## Населення
За даними перепису населення 2002 року у селі проживали 296 осіб.
Національний склад населення села:
| Національність | Кількість осіб | Відсоток |
| -------------- | -------------- | -------- |
| румуни         | 238            | 80,4%    |
| цигани         | 49             | 16,6%    |
| угорці         | 8              | 2,7%     |

Рідною мовою назвали:
| Мова      | Кількість осіб | Відсоток |
| --------- | -------------- | -------- |
| румунська | 287            | 97,0%    |
| угорська  | 8              | 2,7%     |